# Cừu Barbary
Cừu Barbary (danh pháp hai phần: Ammotragus lervia) là một loài động vật bản địa núi đá ở Bắc Phi. Chúng được Peter Simon Pallas miêu tả cấp loài năm 1777 và Edward Blyth miêu tả cấp chi năm 1840.
Dù là một loài hiếm ở Bắc Phi, nó đã được nhập nội vào Bắc Mỹ, phía nam châu Âu, và nơi khác. Nó cao 80–100 cm đến vai và cân nặng 40–140 kg. Trong tự nhiên nó hiện diện ở bắc Mali, Mauritanie, Maroc, Niger và Sudan (phía tây sông Non và phía đông sông Nin ở Red Sea Hills).

## Phân loài
Chi này có 6 phân loài được miêu tả.
- Ammotragus lervia angusi Rothschild, 1921
- Ammotragus lervia blainei Rothschiild, 1913
- Ammotragus lervia fassini Lepri, 1930
- Ammotragus lervia lervia Pallas, 1777
- Ammotragus lervia ornatus † I. Geoffroy Saint-Hilaire, 1827
- Ammotragus lervia sahariensis Rothschild, 1913

## Hình ảnh

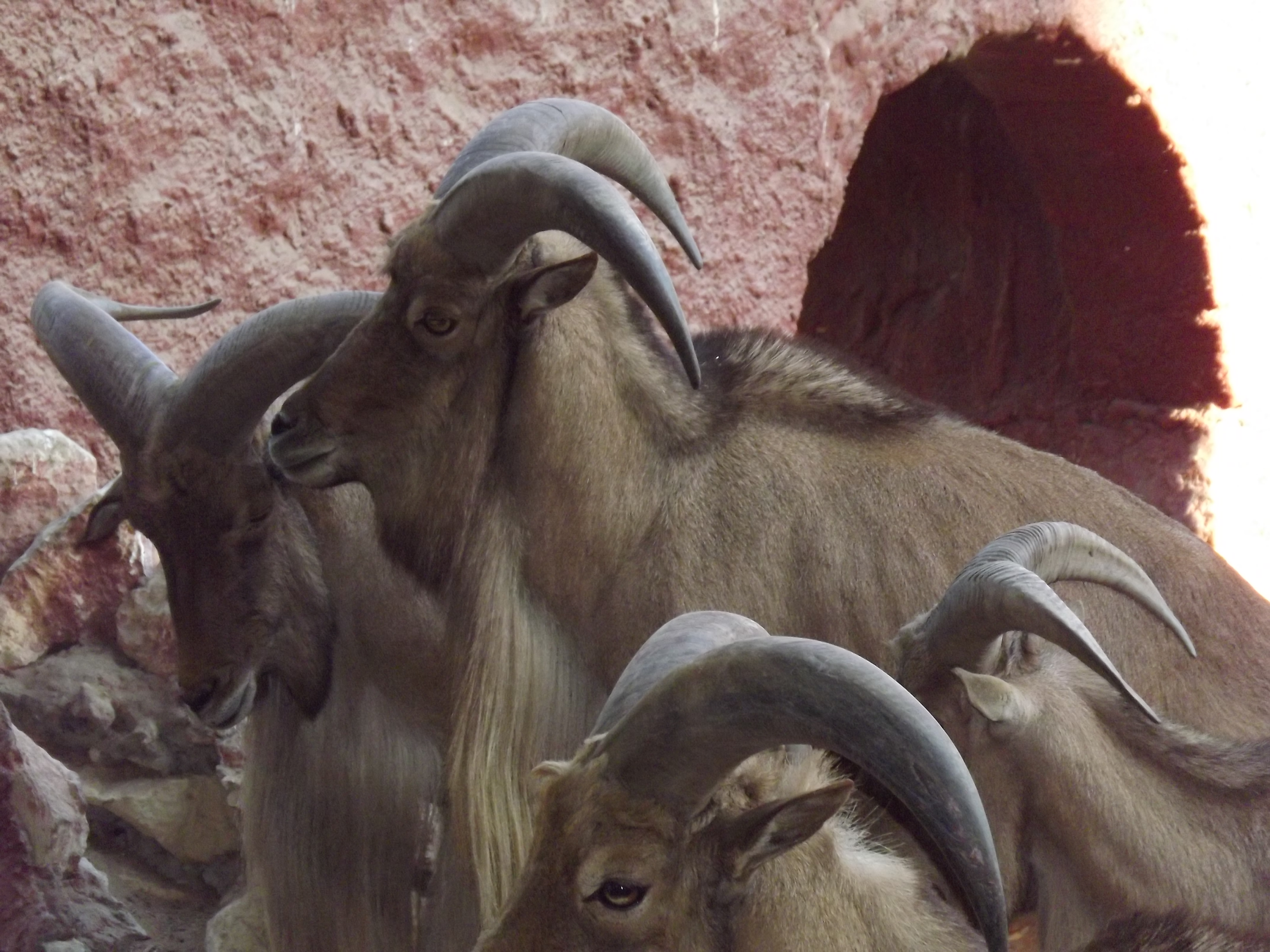
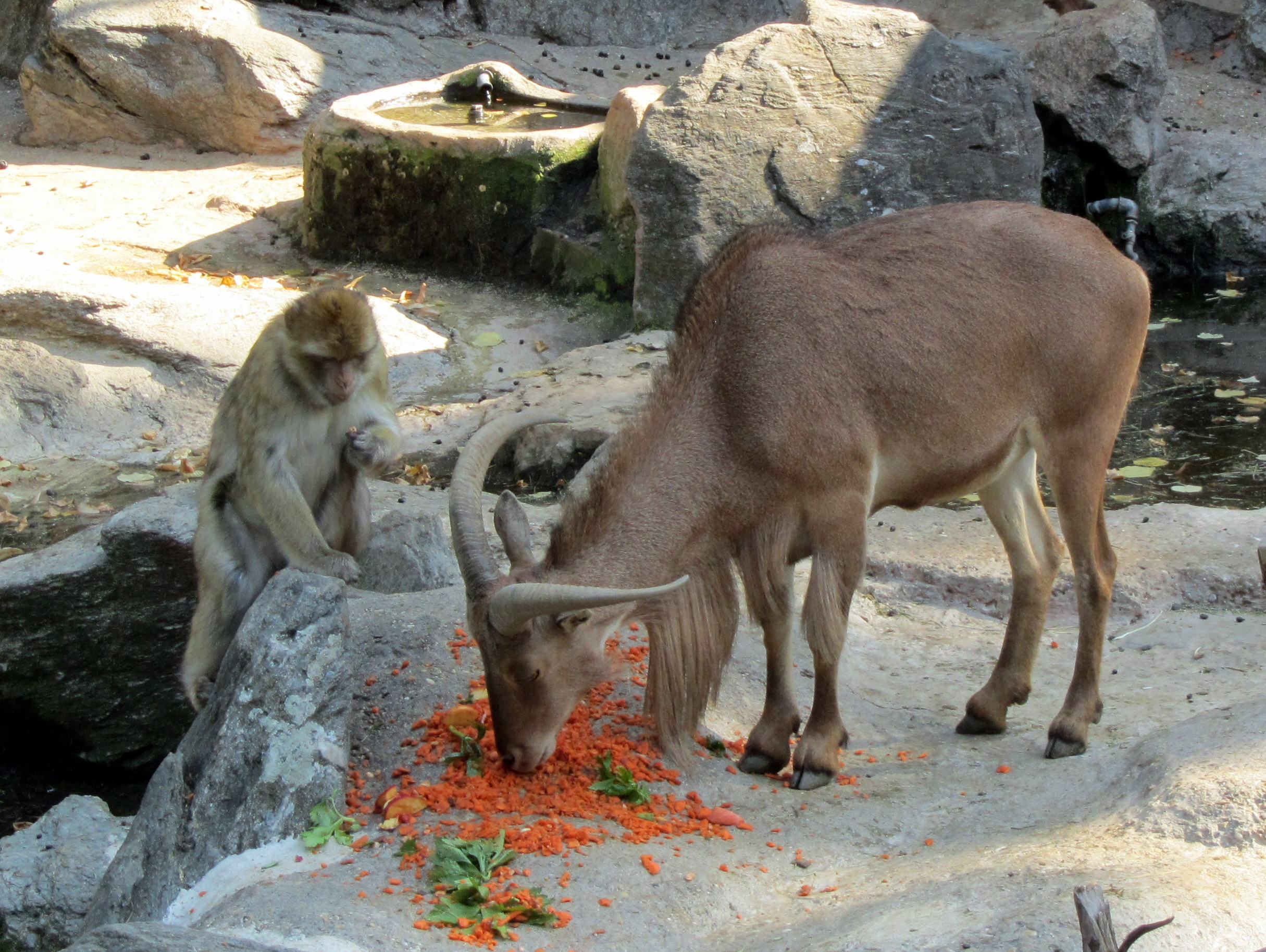
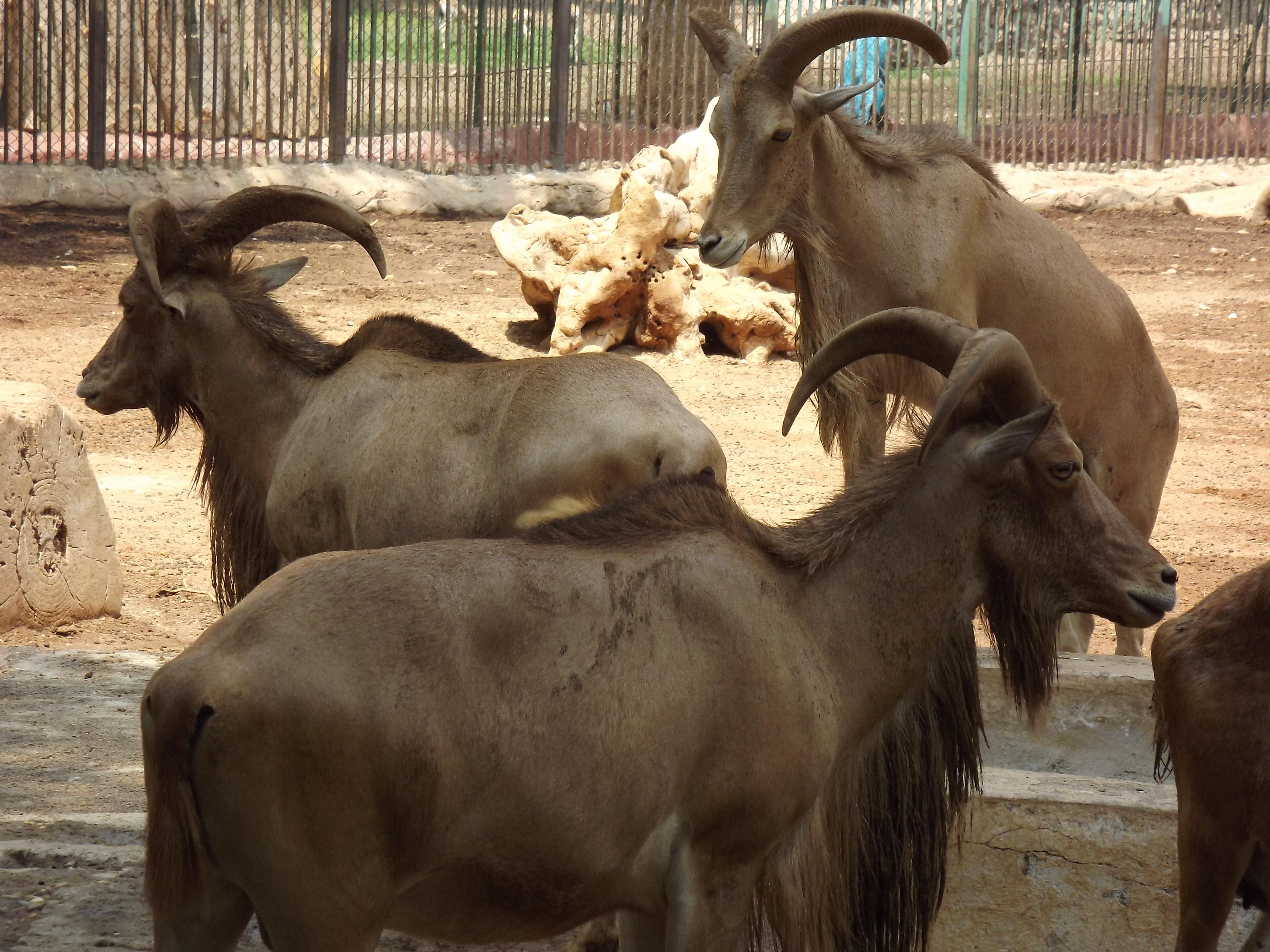
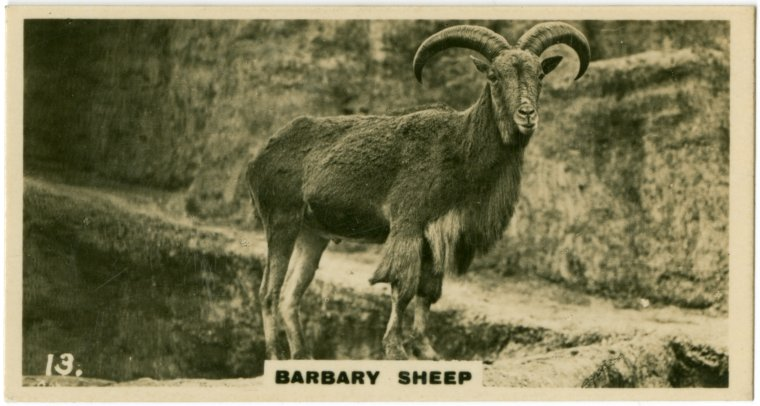